# Astichus speciosus
Astichus speciosus är en stekelart som först beskrevs av Girault 1927.  Astichus speciosus ingår i släktet Astichus och familjen finglanssteklar. Inga underarter finns listade.